# Amsterdam Crusaders
Gli Amsterdam Crusaders sono una squadra di football americano, di Amsterdam, nei Paesi Bassi;.

## Storia
La squadra è stata fondata nel 1984 da alcuni ex giocatori degli Amsterdam Rams e ha vinto 20 volte il Tulip Bowl e 2 volte l'Eurobowl.
Nella stagione 2018 la squadra non ha partecipato al campionato nazionale di primo livello, incontrando soltanto squadre straniere e presentando una squadra nel campionato di secondo livello.

## Dettaglio stagioni

### Tornei nazionali

#### Campionato

##### Eredivisie
| Stagione | regular season | regular season | regular season | regular season | regular season | regular season | playoff | playoff | playoff | playoff | playoff | playoff    | playoff             |
|          | Vin            | Par            | Per            | Tot            | PF             | PS             | Vin     | Per     | Tot     | PF      | PS      | risultato  | avversaria          |
| -------- | -------------- | -------------- | -------------- | -------------- | -------------- | -------------- | ------- | ------- | ------- | ------- | ------- | ---------- | ------------------- |
| 2013     | 6              | 0              | 2              | 8              | 215            | 84             | 1       | 1       | 2       | 39      | 43      | Tulip Bowl | Alphen Eagles       |
| 2014     | 6              | 0              | 1              | 7              | 170            | 64             | 1       | 1       | 2       | 63      | 21      | Tulip Bowl | Alphen Eagles       |
| 2015     | 9              | 0              | 1              | 10             | 248            | 71             | 2       | 0       | 2       | 35      | 13      | Campioni   | Alphen Eagles       |
| 2016     | 7              | 1              | 0              | 8              | 381            | 46             | 2       | 0       | 2       | 89      | 27      | Campioni   | 010 Trojans         |
| 2017     | 8              | 0              | 0              | 8              | 338            | 27             | 2       | 0       | 2       | 69      | 13      | Campioni   | 010 Trojans         |
| 2019     | 10             | 0              | 0              | 10             | 546            | 28             | 2       | 0       | 2       | 99      | 7       | Campioni   | Lelystad Commanders |
| 2020     | 0              | 0              | 2              | 2              | 28             | 44             | -       | -       | -       | -       | -       | -          | -                   |
| Totale   | 46             | 1              | 6              | 53             | 1926           | 364            | 10      | 2       | 12      | 394     | 124     |            |                     |

Fonti: Enciclopedia del Football - A cura di Roberto Mezzetti

##### QFL
| Stagione | regular season | regular season | regular season | regular season | regular season | regular season | playoff | playoff | playoff | playoff | playoff | playoff     | playoff                         |
|          | Vin            | Par            | Per            | Tot            | PF             | PS             | Vin     | Per     | Tot     | PF      | PS      | risultato   | avversaria                      |
| -------- | -------------- | -------------- | -------------- | -------------- | -------------- | -------------- | ------- | ------- | ------- | ------- | ------- | ----------- | ------------------------------- |
| 2017     | -              | -              | -              | -              | -              | -              | 1       | 0       | 1       | 42      | 13      | Campionesse | Rotterdam Ravens                |
| 2018     | 1              | 0              | 0              | 1              | 40             | 19             | -       | -       | -       | -       | -       | -           | -                               |
| 2019     | -              | -              | -              | -              | -              | -              | 0       | 1       | 1       | 0       | 18      | Queens Bowl | Mönchengladbach Wolfpack Ladies |
| 2020     | 1              | 0              | 0              | 1              | 26             | 0              | -       | -       | -       | -       | -       | -           | -                               |
| 2021     | 4              | 0              | 0              | 4              | 87             | 31             | 1       | 0       | 1       | 19      | 6       | Campionesse | Rotterdam Ravens                |
| Totale   | 6              | 0              | 0              | 6              | 153            | 50             | 2       | 1       | 3       | 61      | 37      |             |                                 |

Fonti: Enciclopedia del Football - A cura di Roberto Mezzetti

##### Eerste Divisie
| Stagione | regular season | regular season | regular season | regular season | regular season | regular season | playoff | playoff | playoff | playoff | playoff | playoff    | playoff              |
|          | Vin            | Par            | Per            | Tot            | PF             | PS             | Vin     | Per     | Tot     | PF      | PS      | risultato  | avversaria           |
| -------- | -------------- | -------------- | -------------- | -------------- | -------------- | -------------- | ------- | ------- | ------- | ------- | ------- | ---------- | -------------------- |
| 2017     | 8              | 0              | 0              | 8              | 219            | 46             | 0       | 1       | 1       | 22      | 40      | Semifinale | Lelystad Commanders  |
| 2018     | 9              | 0              | 1              | 10             | 217            | 70             | 2       | 0       | 2       | 50      | 27      | Campioni   | Den Haag Raiders '99 |
| 2019     | 1              | 0              | 6              | 7              | 38             | 179            | -       | -       | -       | -       | -       | -          | -                    |
| Totale   | 18             | 0              | 7              | 25             | 474            | 295            | 2       | 1       | 3       | 72      | 67      |            |                      |

Fonti: Enciclopedia del Football - A cura di Roberto Mezzetti

### Tornei internazionali

#### BIG6 European Football League
| Stagione | regular season | regular season | regular season | regular season | regular season | regular season | playoff | playoff | playoff | playoff | playoff | playoff   | playoff    |
|          | Vin            | Par            | Per            | Tot            | PF             | PS             | Vin     | Per     | Tot     | PF      | PS      | risultato | avversaria |
| -------- | -------------- | -------------- | -------------- | -------------- | -------------- | -------------- | ------- | ------- | ------- | ------- | ------- | --------- | ---------- |
| 2017     | 1              | 0              | 1              | 2              | 53             | 39             | -       | -       | -       | -       | -       | -         | -          |
| 2018     | 0              | 0              | 2              | 2              | 9              | 100            | -       | -       | -       | -       | -       | -         | -          |
| Totale   | 1              | 0              | 3              | 4              | 62             | 139            | -       | -       | -       | -       | -       |           |            |

Fonti: Enciclopedia del Football - A cura di Roberto Mezzetti

#### European Football League (2014-2018)
| Stagione | regular season | regular season | regular season | regular season | regular season | regular season | playoff | playoff | playoff | playoff | playoff | playoff   | playoff            |
|          | Vin            | Par            | Per            | Tot            | PF             | PS             | Vin     | Per     | Tot     | PF      | PS      | risultato | avversaria         |
| -------- | -------------- | -------------- | -------------- | -------------- | -------------- | -------------- | ------- | ------- | ------- | ------- | ------- | --------- | ------------------ |
| 2015     | 0              | 0              | 2              | 2              | 8              | 73             | -       | -       | -       | -       | -       | -         | -                  |
| 2016     | 2              | 0              | 0              | 2              | 95             | 43             | 0       | 1       | 1       | 21      | 35      | EFL Bowl  | Frankfurt Universe |
| Totale   | 2              | 0              | 2              | 4              | 103            | 116            | 0       | 1       | 1       | 21      | 35      |           |                    |

Fonti: Enciclopedia del Football - A cura di Roberto Mezzetti

#### European Football League (dal 2019)
| Stagione | regular season | regular season | regular season | regular season | regular season | regular season | playoff | playoff | playoff | playoff | playoff | playoff   | playoff        |
|          | Vin            | Par            | Per            | Tot            | PF             | PS             | Vin     | Per     | Tot     | PF      | PS      | risultato | avversaria     |
| -------- | -------------- | -------------- | -------------- | -------------- | -------------- | -------------- | ------- | ------- | ------- | ------- | ------- | --------- | -------------- |
| 2019     | -              | -              | -              | -              | -              | -              | 0       | 1       | 1       | 12      | 62      | Eurobowl  | Potsdam Royals |
| Totale   | -              | -              | -              | -              | -              | -              | 0       | 1       | 1       | 12      | 62      |           |                |

Fonti: Enciclopedia del Football - A cura di Roberto Mezzetti

#### Football League of Europe/American Football League of Europe
| Stagione | regular season | regular season | regular season | regular season | regular season | regular season | playoff | playoff | playoff | playoff | playoff | playoff    | playoff                  |
|          | Vin            | Par            | Per            | Tot            | PF             | PS             | Vin     | Per     | Tot     | PF      | PS      | risultato  | avversaria               |
| -------- | -------------- | -------------- | -------------- | -------------- | -------------- | -------------- | ------- | ------- | ------- | ------- | ------- | ---------- | ------------------------ |
| 1994     | 6              | 0              | 4              | 10             | 295            | 280            | 0       | 1       | 1       | 21      | 34      | Semifinale | Stockholm Nordic Vikings |
| 1995     | 5              | 0              | 3              | 8              | 78+?           | 90+?           | -       | -       | -       | -       | -       | -          | -                        |
| Totale   | 11             | 0              | 7              | 18             | 373+?          | 370+?          | 0       | 1       | 1       | 21      | 34      |            |                          |

Fonti: Enciclopedia del Football - A cura di Roberto Mezzetti

#### EFAF Cup
| Stagione | regular season | regular season | regular season | regular season | regular season | regular season | playoff | playoff | playoff | playoff | playoff | playoff   | playoff    |
|          | Vin            | Par            | Per            | Tot            | PF             | PS             | Vin     | Per     | Tot     | PF      | PS      | risultato | avversaria |
| -------- | -------------- | -------------- | -------------- | -------------- | -------------- | -------------- | ------- | ------- | ------- | ------- | ------- | --------- | ---------- |
| 2010     | 0              | 0              | 2              | 2              | 21             | 62             | -       | -       | -       | -       | -       | -         | -          |
| 2011     | 1              | 0              | 1              | 2              | 33             | 87             | -       | -       | -       | -       | -       | -         | -          |
| Totale   | 1              | 0              | 3              | 4              | 54             | 149            | -       | -       | -       | -       | -       |           |            |

Fonti: Enciclopedia del Football - A cura di Roberto Mezzetti

#### Euro Cup
| Stagione | regular season | regular season | regular season | regular season | regular season | regular season | playoff | playoff | playoff | playoff | playoff | playoff   | playoff    |
|          | Vin            | Par            | Per            | Tot            | PF             | PS             | Vin     | Per     | Tot     | PF      | PS      | risultato | avversaria |
| -------- | -------------- | -------------- | -------------- | -------------- | -------------- | -------------- | ------- | ------- | ------- | ------- | ------- | --------- | ---------- |
| 1999     | 0              | 0              | 2              | 2              | 2              | 63             | -       | -       | -       | -       | -       | -         | -          |
| Totale   | 0              | 0              | 2              | 2              | 2              | 63             | -       | -       | -       | -       | -       |           |            |

Fonti: Enciclopedia del Football - A cura di Roberto Mezzetti

### Riepilogo fasi finali disputate
| Anno             | Luogo                | Evento                    | Fase del torneo | Incontro                                         | Risultato |
| 3 settembre 1994 |                      | Football League of Europe | Semifinale      | Stockholm Nordic Vikings - Amsterdam Crusaders   | 34 - 21   |
| 7 luglio 2013    |                      | Eredivisie                | Tulip Bowl      | Alphen Eagles - Amsterdam Crusaders              | 23 - 12   |
| 6 luglio 2014    |                      | Eredivisie                | Tulip Bowl      | Alphen Eagles - Amsterdam Crusaders              | 14 - 12   |
| 5 luglio 2015    |                      | Eredivisie                | Tulip Bowl      | Amsterdam Crusaders - Alphen Eagles              | 21 - 6    |
| 11 giugno 2016   | Francoforte sul Meno | European Football League  | EFL Bowl        | Amsterdam Crusaders - Frankfurt Universe         | 21 - 35   |
| 2 luglio 2016    |                      | Eredivisie                | Tulip Bowl      | Amsterdam Crusaders - 010 Trojans                | 40 - 6    |
| 18 giugno 2017   |                      | Eerste Divisie            | Semifinale      | Amsterdam Crusaders II - Lelystad Commanders     | 22 - 40   |
| 1º luglio 2017   | Almere               | Eredivisie                | Tulip Bowl      | Amsterdam Crusaders - 010 Trojans                | 33 - 13   |
| 17 dicembre 2017 | Amsterdam            | Queen's Football League   | Queen's Bowl    | Amsterdam Cats - Rotterdam Ravens                | 42 - 13   |
| 7 luglio 2018    | Amsterdam            | Eerste Divisie            | Runners-Up Bowl | Amsterdam Crusaders II - Den Haag Raiders '99    | 17 - 14   |
| 9 giugno 2019    | Potsdam              | European Football League  | Eurobowl        | Potsdam Royals - Amsterdam Crusaders             | 62 - 12   |
| 7 luglio 2019    | Amsterdam            | Eredivisie                | Tulip Bowl      | Amsterdam Crusaders - Lelystad Commanders        | 37 - 7    |
| 15 dicembre 2019 | Rotterdam            | Queen's Football League   | Queen's Bowl    | Amsterdam Cats - Mönchengladbach Wolfpack Ladies | 0 - 18    |
| 28 novembre 2021 | Amsterdam            | Queen's Football League   | Queen's Bowl    | Amsterdam Cats - Rotterdam Ravens                | 19 - 6    |

## Palmarès
- 19 Tulip Bowl (1987-1991, 1993, 1998, 1999, 2002-2006, 2008-2010, 2015-2017, 2019)
- 2 Runners-Up Bowl (1996, 2018)
- 2 EFAF Eurobowl (1991, 1992)